# 肖爾克里克鎮區 (阿肯色州洛根縣)
肖爾克里克鎮區（英語：Shoal Creek Township）是位於美國阿肯色州洛根縣的一個行政鎮區。

## 地方資料
肖爾克里克鎮區的面積為96.09平方千米，當中陸地面積為93.29平方千米，而水域面積為2.80平方千米。根據2010年美國人口普查的數據，當地共有人口859人，而人口密度為每平方千米8.94人。